# Серафимович
Серафимович (рус. Серафимович)је градић у Русији, у Волгоградској области.

## Становништво
| 1939. | 1959. | 1970. | 1979.  | 1989.  | 2002. | 2010. |
| ----- | ----- | ----- | ------ | ------ | ----- | ----- |
| 8.300 | 8.874 | 9.707 | 10.047 | 10.040 | 9.939 | 9.368 |